# اوبادل تامپسون
اوبادل تامپسون (انگلیسی: Obadele Thompson؛ زادهٔ ۳۰ مارس ۱۹۷۶) دونده اهل باربادوس است.